# Silvio Da-Rin
Silvio Da-Rin (Rio de Janeiro, 1949) é um cineasta brasileiro.
Formado em desenho industrial pela UERJ em 1975, iniciou sua carreira como técnico de som direto, função que exerceria até 2007, em mais de 150 filmes, entre os quais inúmeros documentários e os longas de ficção Quase Dois Irmãos, Onde Anda Você, Viva Voz, Avassaladoras, Separações, Bellini e a Esfinge, Amores Possíveis, Mauá - o Imperador e o Rei, Amores  e Pequeno Dicionário Amoroso.
Em 1979 foi eleito presidente da Associação Brasileira de Documentaristas.

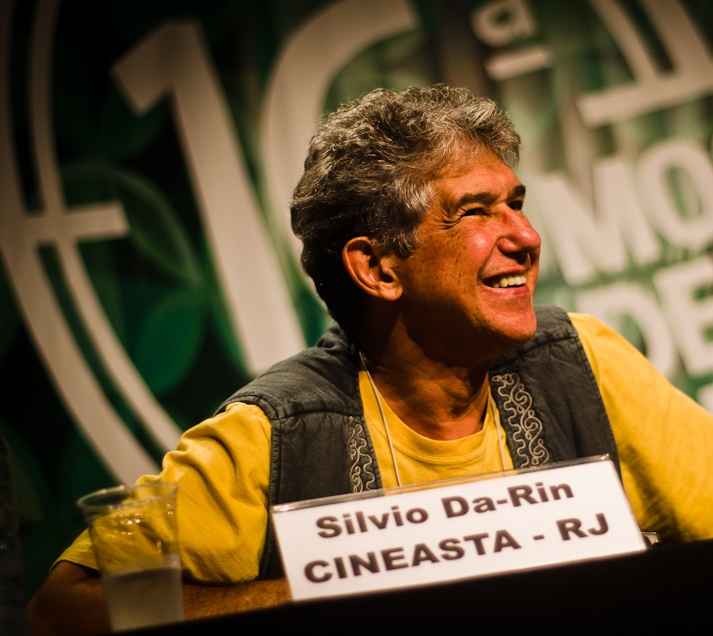
O cineasta na Mostra de Cinema de Tiradentes, 2013 (foto: Overmundo/flickr)

Dirigiu 14 filmes e vídeos, vários deles premiados em festivais brasileiros e internacionais, como:
- Fênix (1980) (11min50s), documentário sobre militantes que atuaram entre o Golpe militar de 1964 e a publicação do Ato Institucional nº 5 no final de 1968, em formato de cine-almanaque com sons do Tropicalismo, do Cinema Novo, dos Festivais da canção, do Movimento Estudantil e da vanguarda artística do período[2][3]
- Príncipe do Fogo (1984) (11min), sobre Febrônio Índio do Brasil[4]
- Igreja da Libertação (1986) (59min), sobre a atuação de setores da Igreja Católica ligados à Teologia da Libertação no Brasil[5]
- Nossa América (1989)
- Hércules 56 (2006)[6]

Em 2004, lançou o livro Espelho Partido: Tradição e Transformação do Documentário, versão revista de sua dissertação de mestrado em Comunicação na UFRJ.
Em 1984, dirigiu o premiado documentário de curta-metragem  Príncipe do Fogo, sobre o criminoso Febrônio Índio do Brasil, que é mostrado já senil, após mais de 50 anos de internação no Manicômio Judiciário Heitor Carrilho. Dirigiu também o documentário de média-metragem Igreja da Libertação, em 1985.
Entre 2007 e 2010, foi Secretário do Audiovisual do Ministério da Cultura, ocupando o cargo anteriormente exercido por Orlando Senna, que optou por sair para ocupar a direção-geral da recém-criada TV Brasil. Entre maio de 2010 e março de 2012, foi Gerente Executivo de Articulação Internacional e Licenciamento da EBC/TV Brasil.
Em 2011, dirigiu Paralelo 10, documentário de uma viagem de três semanas ao alto rio Envira, realizada em 2010 pelo sertanista José Carlos Meirelles, com o antropólogo Txai Terri Aquino, para se encontrar com índios aldeados (Madijá e Ashaninka) e moradores da região, numa tentativa de mitigar seus conflitos e preconceitos com relação aos indígenas "brabos" (índios isolados). No filme, o sertanista-narrador rememora suas experiências com os índios e comenta a problemática questão indígena no Acre.